# Antigues Escoles (Tàrrega)
Les Antigues Escoles és una obra noucentista de Tàrrega (Urgell) protegida com a Bé Cultural d'Interès Local.

## Descripció
Edifici aïllat i alçat amb un basament i tres escales respecte al nivell de l'indret. La construcció és de secció rectangular amb dimensions força reduïdes i una sola planta. La coberta és a dues aigües amb carener paral·lel a la façana principal. La composició de la façana principal està configurada per tres eixos verticals amb el parament arrebossat i pintat però amb les cadenes cantoneres, els emmarcaments i el basament amb pedra la vista. Les obertures d'aquesta façana són la porta d'accés, amb arc de mig punt, i dues finestres, d'arc rebaixat, que la flanquegen. A la façana lateral, en canvi, només hi ha una finestra. Emmarquen l'edifici sengles frontons triangulars a la cornisa decorats amb motius circulars. La façana principal s'obre a la plaça de la Font, on probablement hi hauria el pati d'esbarjo de l'escola. La construcció, tal com indica la clau de volta de l'arc d'accés, fou realitzada l'any 1921.